# Freestyle ai I Giochi olimpici giovanili invernali - Ski cross maschile
La gara dello ski cross ragazzi di freestyle ai I Giochi olimpici giovanili invernali di Innsbruck 2012 si è tenuta sulla pista della Alpenrose Kühtai il 22 gennaio. Hanno preso parte a questa gara 18 atleti in rappresentanza di 17 nazioni.

## Risultato
| Pos. | Pett. | Atleta                   | Nazione       | Tempo   | Punti |
| ---- | ----- | ------------------------ | ------------- | ------- | ----- |
|      | 8     | Niki Lehikoinen          | Finlandia     | 56"15   | 50,00 |
|      | 14    | Marzellus Renn           | Germania      | 56"96   | 40,00 |
|      | 4     | Matty Herauf             | Canada        | 57"34   | 30,00 |
| 4    | 9     | Harry Laidlaw            | Australia     | 57"43   | 25,00 |
| 5    | 16    | Marius Bø Vangsnes       | Norvegia      | 57"73   | 22,50 |
| 6    | 1     | Michael Schatz           | Austria       | 57"76   | 20,00 |
| 7    | 11    | Maksim Vlasenko          | Russia        | 57"88   | 18,00 |
| 8    | 15    | Patrick Renner           | Italia        | 58"36   | 16,00 |
| 9    | 2     | Axel Frost               | Svezia        | 58"59   | 14,50 |
| 10   | 3     | Thomas Rivara            | Argentina     | 59"00   | 13,00 |
| 11   | 7     | Bastien Girard           | Francia       | 59"27   | 12,00 |
| 12   | 6     | Vincent Gentet           | Svizzera      | 59"45   | 11,00 |
| 13   | 10    | Juan Pablo Casas-Cordero | Cile          | 59"46   | 10,00 |
| 14   | 5     | Jack Millar              | Australia     | 59"46   | 9,00  |
| 15   | 18    | Václav Klemš             | Rep. Ceca     | 59"61   | 8,00  |
| 16   | 13    | Yuki Nakagawa            | Giappone      | 1'00"27 | 7,50  |
| 17   | 12    | Alon Mullaev             | Kazakistan    | 1'00"82 | 7,00  |
| 18   | 17    | Sam Andrews              | Nuova Zelanda | 1'02"74 | 6,50  |